# 単刀直入
単刀直入（たんとうちょくにゅう）は、宋の時代の中国からの熟語。

## 概要
ただ一人で刀を執り、それで敵陣に向かってまっしぐらに斬り込むということである。このことから転じて、話し合いを行う際に、前置きを無しにして直ちに要点に入ったり、遠回しな言い方をしないで直接問題点に触れるということを意味する言葉として用いられる。

### 由来
この言葉は元々は仏教用語であった。宋の時代の仏教の書物である『景徳伝灯録』がこの言葉の由来である。ここでは単刀直入をすれば、凡人も聖人もことごとく真の姿を現すとある。要所をずばりと突いたならば、凡人も聖人もみんな正体を現すということであった。宋の時代の詩の世界でも単刀直入が用いられており『滄浪詩話』に用例が見られる。これによると、漢魏の古詩を熟読して、李白と杜甫に親しみ、それから盛唐の名詩を胸中に温めておけば、自然に妙味を悟れるようになる。このように上から下へと流れるように学ぶことを単刀直入というとのことであった。